# Bartholomäus Ziegenbalg

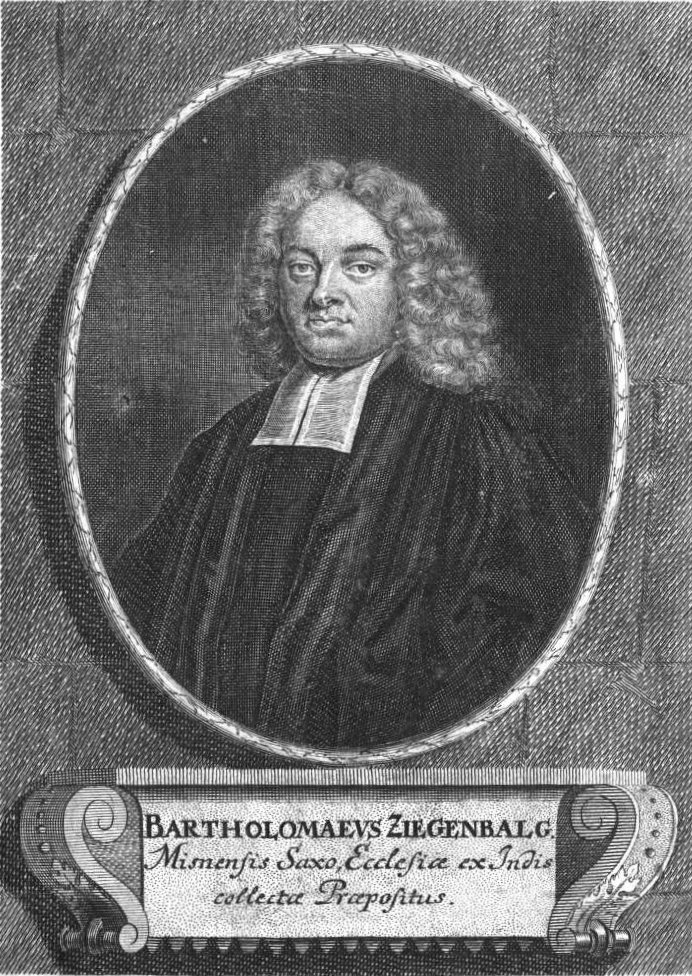
Bartholomäus Ziegenbalg

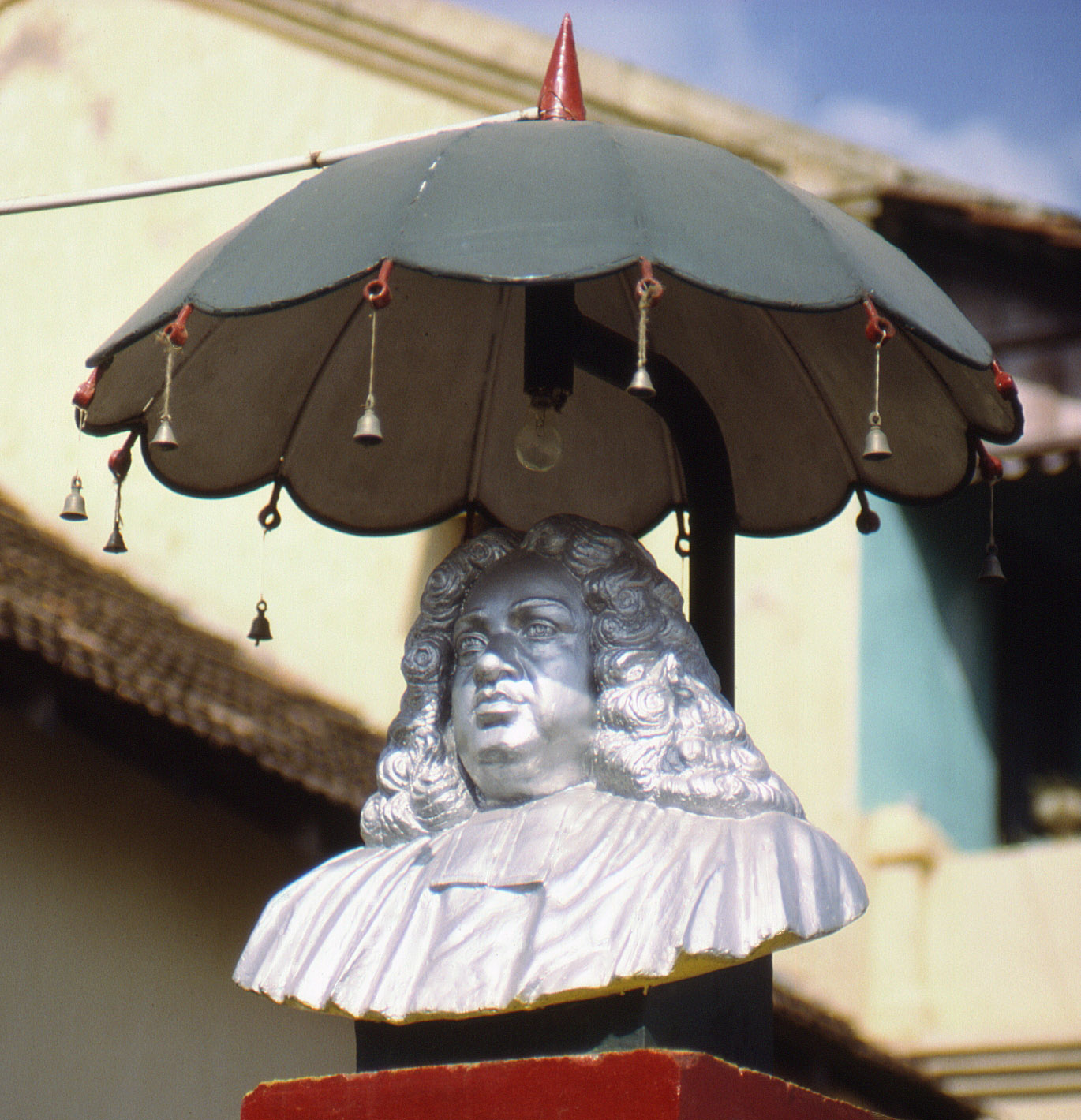
Bartholomäus Ziegenbalg

Bartolomäus Ziegenbalg, född 10 juli 1682 i Pulsnitz (Sachsen), död 23 februari 1719 i Tranquebar, Indien, tysk missionspionjär i Indien, religionshistoriker, språkforskare.
Han studerade hos August Herman Francke i Halle, det stora centrumet för den pietistiska väckelsen. 1705 fick han kallelse till missionär och for 1706 tillsammans med sin vän Heinrich Plütschau (1677-1747) i den dansk-halleska missionens tjänst till den danska kolonin Tranquebar på Indiens sydkust. De båda var den första i egentlig mening utsända missionärerna från en tysk evangelisk kyrka. År 1707 kunde han lägga grundstenen till ’’Nya Jerusalems-kyrkan’’ i Tranquebar. Han översatte Bibeln till tamil (1714-1728), Luthers lilla katekes (1715), utgav en tamilsk sångbok 1715 och en tamilsk grammatik 1716. Han översatte också tamilska texter till tyska och utgav skrifter om tamilsk kultur och religion (till exempel ’’Beschreibung des Malabarischen Heidenthums’’ 1711 och ’’Genealogie der Malabarische Götter’’, 1717, ny uppl 1867. Han räknas som de förste tyske dravidologen. 
Ett resultat av hans pionjärarbete är den s.k. Tranquebarmissionen, som blivit en förbindelselänk mellan äldre kristen kolonialmission och sentida sällskapsmission. Ur detta arbete har den nutida Tamil Evangelical Lutheran Church (TELC) vuxit fram i nära samverkan med Svenska kyrkans mission.